# Bølle Bob & Smukke Sally
Bølle Bob & Smukke Sally (også skrevet som Bølle Bob og Smukke Sally) er en dansk børne-musicalfilm fra 2005 instrueret af Rune Bendixen efter manuskript af Gunnar Geertsen og Rune Bendixen. Figurerne er baseret på sangene fra albummet Bølle-Bob og de andre fra 1978.

## Handling
Bølle-Bob bor i Solby og er en rigtig ballademager. Alligevel får han dårlig samvittighed, da han kommer til at ødelægge åbningen af byens nye hotel - mest af alt, fordi han er hemmelig forelsket i hotelejerens datter. For at råde bod på skaden inviterer Bølle-Bob et tv-hold til byen for at gøre Solby berømt og på den måde sørge for landsdækkende reklame til det lille hotel.

## Medvirkende
- Sofie Lassen-Kahlke
- Peter Belli
- Karl Bille
- Pernille Schrøder
- Jan Linnebjerg
- Michelle Bjørn-Andersen
- Sonja Furu